# La Fantastique Histoire vraie d'Eddie Chapman
Pour plus de détails, voir Fiche technique et Distribution.
La Fantastique Histoire vraie d'Eddie Chapman (Triple Cross) est un film britannico-français réalisé par Terence Young, sorti en 1966. Il est inspiré du livre The Eddie Chapman Story, co-écrit par Frank Owen et Eddie Chapman, et publié en 1953.

## Synopsis
Eddie Chapman, perceur de coffres-forts britannique, est arrêté en 1939 par Scotland Yard alors qu'il se trouve à Jersey, et interné dans l'île. En 1940, les Allemands envahissent les îles anglo-normandes. Faisant preuve d'un culot monstre, Chapman demande à être entendu par le nouveau directeur de la prison pour proposer ses services aux Allemands.
Il est transféré au Camp d'internement de Romainville près de Paris.
Après une fausse exécution censé le punir d'une prétendue tentative d'évasion, il est déclaré mort puis intégré sous un faux nom dans une unité de renseignement allemande (Abwehr), formé au métier d'espion et envoyé en Angleterre avec pour mission de saboter une usine d'armement Vickers.
Parachuté en Angleterre, Chapman prend contact avec les services de renseignements britanniques, leur raconte son histoire et propose de travailler pour eux. L'Intelligence Service décide de le renvoyer en France en tant qu'agent double pour qu'il intoxique les services de renseignement allemands.
Il part finalement d'abord à Lisbonne au Portugal avant de rejoindre Paris pour rencontrer le général Gerd von Rundstedt qui lui remet la Croix de fer de deuxième classe.

## Fiche technique
- Titre original : Triple Cross
- Sous-titre : La Fantastique Histoire vraie d'Eddie Chapman
- Réalisation : Terence Young
- Scénario : René Hardy d'après le livre de Frank Owen The Eddie Chapman Story
- Dialogue : William Marchant
- Production : Jacques-Paul Bertrand, Fred Feldkamp (non crédité)
- Société de Production : Cineurop
- Musique : Georges Garvarentz
- Chanson : "Triple Cross" (Georges Garvarentz/Buddy Kaye) interprétée par Tony Allen
- Photographie : Henri Alekan
- Montage : Roger Dwyre
- Pays d'origine :  Royaume-Uni -  France
- Format : Couleurs - 1,66:1 - Mono
- Genre : Aventure, guerre
- Durée : 140 minutes
- Date de sortie : France : 9 décembre 1966
- Visa de contrôle : 30.891

## Distribution
- Christopher Plummer (VF : Jean-Claude Michel) : Eddie Chapman
- Romy Schneider (VF : Jeanine Freson) : comtesse Helga Lindstrom
- Trevor Howard (VF : Louis Arbessier) : Freddie Young, civil décoré
- Gert Fröbe (VF : Yves Brainville) : colonel Steinhager
- Claudine Auger : Paulette Carrère
- Yul Brynner (VF : Jean Davy) : baron von Grunen
- Harry Meyen (VF : Philippe Mareuil) : lieutenant Keller
- Georges Lycan : Leo
- Jess Hahn (VF : Claude Bertrand) : commandant Braid
- Gil Barber : Bergman
- Jean-Claude Bercq : major von Leeb
- Jean Claudio : sergent Thomas
- Anthony Dawson (VF : Jean Berger) : major Stillman
- Robert Favart : général Dalrymple
- Bernard Fresson : Raymond, résistant français (crédité Robert au générique début, Bernard au générique fin)
- Gisèle Grimm : major Lawrence
- Clément Harari : Losch
- Morteza Kazerouni : le chauffeur Freddie
- Violette Marceau : une prisonnière
- Hubert Noël : aide de camp de von Runstedt
- Howard Vernon : ambassadeur allemand de Lisbonne
- Francis De Wolff : colonel-général allemand
- John Abbey : Lang
- Paul Bonifas : Charlie
- Jean-Roger Caussimon : général de la Luftwaffe
- Annette Claudier : employée administrative de la prison
- Pierre Collet : gardien de prison allemand
- Georges Douking : interrogateur polonais
- Colin Drake (VF : Pierre Leproux) : fermier anglais
- Fred Fisher (VF : Hans Verner) : amiral allemand
- Harvey Hall : sergent du centre de détention
- Jacques Harden (VF : William Sabatier) : prisonnier canadien
- David Hutchinson (VF : Lucien Bryonne) : fonctionnaire du Ministère
- Marcel Journet : général von Runstedt
- Richard Larke : gardien de prison Jersey
- Robert Le Béal : lieutenant Cameron
- Guy Marly : officier Luftwaffe
- Jacques Mayar : lieutenant SS
- Paul Mesnier : général von Kluge
- Charles Millot : interrogateur polonais
- Jean Ozenne : général von Langsdorf
- Marcel Roth (VF : Pierre Leproux) : gardien-chef de prison Jersey
- Albert Simono : reporter BBC
- Anthony Stewart : lieutenant-colonel de l'Air
- Michel Thomass : interrogateur polonais
- Edward Underdown (VF : Jean-François Laley) : maréchal de l'Air
- François Valorbe : commandant SS
- Van Doude : un officier du complot
- Jean-Pierre Zola : commandant de prison Jersey
- Jean-Marc Bory : chef de la Résistance (non crédité)

## Autour du film
Le film a été réalisé en partie au domaine de Villarceaux à Chaussy, à Magny-en-Vexin et au fort de Cormeilles où ont été aussi tournées certaines scènes du film La Nuit des généraux.